# بوکووانی (ناحیه بنشوف)
بوکووانی (به چکی: Bukovany) یک منطقهٔ مسکونی در جمهوری چک است که در ناحیه بنشوو واقع شده‌است. بوکووانی ۷٫۴۱ کیلومتر مربع مساحت و ۷۵۳ نفر جمعیت دارد.